# Primarias del Partido Republicano de 2008 en Washington
Las Primarias republicanas de Washington, 2008 fueron el 19 de febrero de 2008.

## Resultados
| Candidate      | Votes   | Percentage | Delegates |
| -------------- | ------- | ---------- | --------- |
| John McCain    | 262,304 | 49.50%     | 16        |
| Mike Huckabee  | 127,657 | 24.09%     | 8         |
| Mitt Romney*   | 86,140  | 16.25%     | 0         |
| Ron Paul       | 40,539  | 7.65%      | 5         |
| Rudy Giuliani* | 5,145   | 0.97%      | 0         |
| Fred Thompson* | 4,865   | 0.92%      | 0         |
| Alan Keyes     | 2,226   | 0.42%      | 0         |
| Duncan Hunter* | 799     | 0.19%      | 0         |
| Total          | 529,932 | 100%       | 29        |

* El candidato se retiró